# Gampsocera decussata
Gampsocera decussata är en tvåvingeart som beskrevs av Mario Bezzi 1928. Gampsocera decussata ingår i släktet Gampsocera och familjen fritflugor.
Artens utbredningsområde är Fiji. Inga underarter finns listade i Catalogue of Life.